# Torre del Tiro Navarro I
Torre del Tiro Navarro I está enclavado en el Macizo Central de los Picos de Europa o macizo de los Urrieles, en la divisoria entre Asturias y Cantabria. Es la cumbre norte de una pequeña crestería, llamándose la cumbre central Torre del Tiro Navarro II.